# 格雷的五十道陰影：束縛 (電影)
《格雷的五十道陰影：束縛》是一部2017年美國情色愛情電影，由詹姆斯·佛利執導，尼爾·倫納德編劇，根據E·L·詹姆絲的同名小說改編而成。它是2015年電影《格雷的五十道陰影》的續集，是該系列的第二部，並繼續由傑米·道南和達珂塔·強生主演。電影在2017年2月10日於美國上映，並獲得反面評價，主要針對其劇本、演技及敘事方式，而全球票房總計獲得$3.8億美元票房。
該系列的第三部續集《格雷的五十道陰影：自由》和此電影於2016年2月9日以背靠背的方式在巴黎及溫哥華同時拍攝，定於2017年上映。

## 劇情
克里斯欽·格雷（格雷）跟女友安娜塔希婭·史迪爾（安娜）分手後，經常受噩夢困擾，那些噩夢都是他在童年時遭受的虐待。而安娜則開始她的新工作，成為了西雅圖獨立出版社（SIP）的編輯傑克·海德（傑克）的助手，但傑克似乎對安娜顯示出多於平常的興趣。當晚，安娜參觀朋友荷西·羅德里格斯的美術館展覽，震驚的發現格雷也在那裡。她雖然有點勉強，但仍同意跟格雷一起吃晚餐。格雷告訴她希望她回到自己身邊，但安娜不願意，因他享受帶來痛苦。他堅持他已經改變，若他們恢復關係，他會同意安娜沒有規則和懲罰的條款，她同意。
幾天後，安娜被一個跟她有著驚人相似之處的女人遮擋著，後來她跟傑克到當地的酒吧，格雷見到傑克正在酒吧跟安娜調情，安娜很快就跟他一起離開，他警告安娜指出傑克毫不掩飾的企圖。格雷還告訴安娜，他自己的公司一直在尋求接管和控制SIP的擁有權，而安娜正在那裡上班。
安娜跟格雷一起出外吃早餐時，她注意到上次遇到的那個女人正在遠處看著他們，她問格雷那人是誰，他沒有立即回答。回到家裡，格雷向她透露那個女人是蕾拉·威廉姆斯（蕾拉），是他的前任服從者之一。格雷告訴她指他們的合約已經完了，然而她對於二人的關係想要更進一度，但格雷不想因而結束與蕾拉的主從關係。之後蕾拉結了婚有了丈夫，但後來過世了，這使她精神崩潰，她好一段時間一直在跟蹤著安娜和格雷。
稍後，格雷邀請安娜到他養父母家的一個化妝舞會。他帶安娜到一家美容院，好讓她為出席化妝舞會而準備。在那裡，她見到伊琳娜·林肯（伊琳娜），格雷的前任主人，是她把BDSM的情感方式引導給格雷。格雷帶安娜到那裡讓她很生氣，也很震驚的發現他跟伊琳娜共同擁有美容院。舞會上，安娜得知格雷因為打架被不同的學校開除。她還得知格雷的生母是一個沉迷於毒品的妓女。格雷透露，他的生母自殺了，他被帶到醫院，他被作為醫生的養母照顧，後來把他收養了。之後，伊琳娜上前跟安娜搭訕，她要求安娜跟格雷分手。安娜拒絕，伊琳娜警告並告訴她停止他們的關係。當二人回家時，他們發現安娜的車被破壞了。
幾天後，當SIP的辦公室關門時，傑克試圖在辦公室誘姦安娜，安娜設法逃離辦公室，留下傑克。當格雷發現此事時，他安排傑克退出SIP，也要求安娜與他同居，她也同意。翌日，安娜接替傑克的空缺，成為了SIP的代理編輯。
安娜和格雷到她的寓所取回她的物品，在那裡，蕾拉出現並用槍威脅她。當蕾拉向安娜後方的牆射擊時，格雷和泰勒出現，格雷把蕾拉制服。安娜見到格雷需要從他的控制和主導的個性中得到滿足，她走了出去直至很晚也不回家。格雷對她大發雷霆，她試圖讓他冷靜，說她需要時間。格雷不想失去安娜，他雙膝跪了下來並願意服從。他們親熱...當晚，安娜聽見格雷的噩夢，並喚醒他。格雷向她求婚，她說她需要時間考慮。
在接下來的日子，格雷要到外地出差。在他駕駛自己的直升機時，直升機的引擎故障，導致格雷跌在森林裡。安娜和格雷的家人都等待著有更多關於格雷的新聞消息。當格雷沒有預期地回來，安娜看見他安全回來頓覺如釋重負。她突然意識到格雷對她的重要性，於是接受了他的求婚。
在格雷的生日派對上，安娜驚訝的見到伊琳娜。當二人宣布他們的訂婚消息時，伊琳娜變得憤怒並稱安娜是個淘金者。安娜憤怒地把她的飲料潑到伊琳娜，並叫她停止干擾他們的關係。格雷偷聽到兩人的對話，並不屑一顧地告訴她指，她沒有教他如何去愛。格雷的養母聽到二人的對話，她摑了伊琳娜一巴掌，並命令她離開。格雷斷然切斷了跟伊琳娜的所有關係。稍後，格雷在船屋上以戒指向安娜求婚，安娜答應。隨著煙花在天空綻放，傑克從遠處看著那慶祝活動......

## 演員
| 演員                              | 角色                                        | 備註                                            |
| 達珂塔·強生 Dakota Mayi Johnson   | 安娜塔希婭.史迪爾 Anastasia "Anna" Steele   |                                                 |
| 傑米·道南 James "Jamie" Dornan    | 克里斯欽.格雷 Christian Grey                |                                                 |
| 埃瑞克·約翰遜 Eric Johann Johnson | 杰克.海德 Jack Hyde                         | 安娜在西雅圖獨立出版社的上司。                  |
| 貝拉·希思科特 Bella Heathcote     | 蕾拉·威廉姆斯                               | 格雷的前任服從者之一。                          |
| 金·貝辛格 Kim Basinger            | 伊琳娜.林肯 Elena Lincoln                   | 格雷的生意伙伴兼前主人。                        |
| 安德魯·艾爾利 Andrew Airlie       | 凱瑞克.格雷 Carrick Grey                    | 格雷的養父                                      |
| 馬西雅·蓋·哈登 Marcia Gay Harden  | 葛蕾絲.崔弗蓮.格雷 Dr. Grace Trevelyan Grey | 格雷的養母。                                    |
| 盧克·格里姆斯 Luke Timothy Grimes | 艾立歐.格雷 Elliot Grey                     | 格雷的哥哥。                                    |
| 瑞塔·奥拉 Rita Sahatçiu Ora       | 蜜雅.格雷 Mia Grey                          | 格雷的妹妹。                                    |
| 艾洛絲·蒙福 Eloise Mumford        | 凱瑟琳.卡瓦納 Katherine "Kate" Kavanagh     | 安娜的好友兼室友，格雷的哥哥艾立歐.格雷的女友。 |
| 維克多·羅塞克 Victor Rasuk        | 荷西.羅德里蓋茲 José Rodriguez              | 安娜的朋友之一。                                |
| Maximilian Carlo "Max" Martini    | 泰勒 Taylor                                 | 克里斯欽的司機。                                |

## 製作
小說的首個電影改編由焦點影業、Michael De Luca Productions及Trigger Street Productions製作，聯同環球影業及焦點影業於2012年3月落實了三部曲的改編權利。環球影業也是電影的分銷商，2014年3月，第一輯電影的製片人丹娜·布鲁奈蒂（Dana Brunetti）說，截至那時也還未有落實製作續集的計劃。第一部改編成為電影《格雷的五十道陰影》於2015年2月13日上映。在第一輯電影首映前，影迷對電影的有相當高的期望。在首部電影於2月6日在紐約市進行特別粉絲首映後，導演森·泰勒·約翰遜宣布，這本書續集《格雷的五十道陰影：束縛》及《格雷的五十道陰影：自由》也將會改編成電影，首輯於2016年上映。就在公告之後，導演向《數碼間諜》稱：「這不是我的決定，我沒有參與任何討論。」
2016年1月28日，導演森·泰勒·約翰遜正式離開了專營權。2015年4月2日，《死線》確認指Michael De Luca Productions離開了索尼影業返回環球影業以製作《格雷的五十道陰影》的續集。製作公司後來透露，森·泰勒·約翰遜將不會為續集執導。2015年4月22日，公司宣布埃里卡·倫納德的丈夫尼爾·倫納德（Niall Leonard）將會為續集撰寫劇本。2015年4月，環球影業的董事長唐娜·蘭利向《荷里活報道》透露第二集將會有「更多驚慄元素」。2015年7月，公司落實了歌手瑞塔·奥拉將返回續集飾演她的角色米婭·格雷。2015年8月20日，《死線》透露詹姆斯·佛利是電影的領跑員，他將執導續集和第三集的電影。跟詹姆斯·佛利商議前，工作室的其他導演也曾獲考慮，包括麗貝卡·托馬斯、馬克·佩林頓及譚雅·韋克斯勒。2015年11月12日，娛樂網站TheWrap確認指詹姆斯·佛利將為兩齣續集執導，將會是以背對背的方式拍攝，邁克·德·魯卡（Michael De Luca）及唐納·布內提（Brunetti）將會與埃里卡·倫納德返回製作團隊。達珂塔·強生與傑米·道南都將會返回續集。

### 選角
2016年1月28日，金·貝辛格加入劇組飾演格雷的生意伙伴兼前女友伊琳娜·林肯，盧克·格里姆斯、艾洛絲·蒙福及馬克斯·馬蒂尼都會返到續集中。2月5日，貝拉·希思科特獲選為飾演格雷的前任服從者之一的萊拉·威廉姆斯。同月，埃瑞克·約翰遜獲選飾演傑克·海德一角。2月18日，羅賓妮·李及費伊·馬斯特森加入劇組。2月26日，泰勒·霍奇林獲選飾演博伊斯·福克斯（Boyce Fox）。4月7日，據報導，休·丹西加入拍攝飾演格雷的心理醫生約翰·弗林（Dr. John Flynn）。

### 拍攝

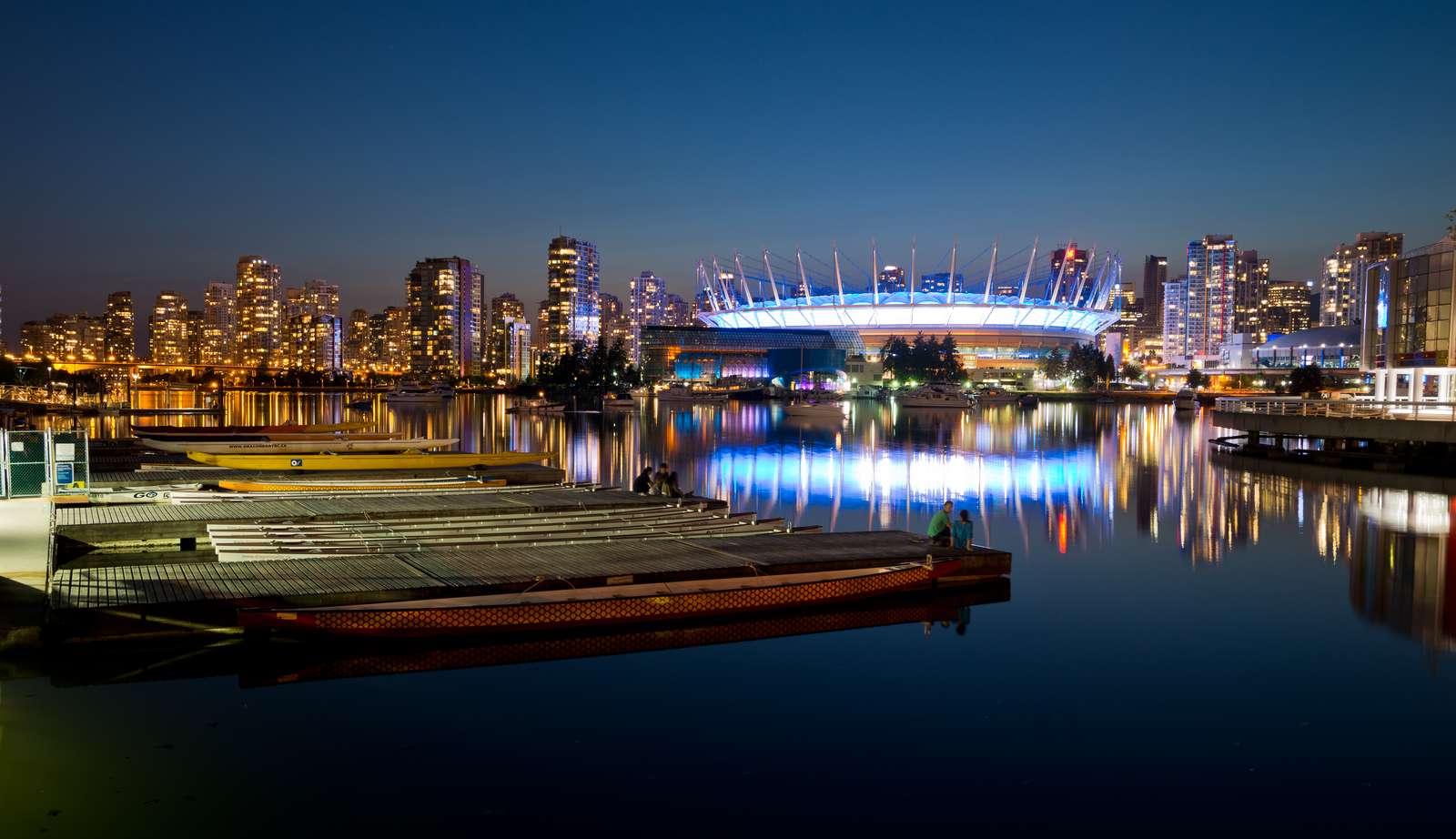
拍攝計劃於溫哥華進行，其他地點已經於第一輯拍攝。

主要拍攝在2015年6月於溫哥華進行。然而，由於劇本推遲完成，所以要延期拍攝。後來證實，拍攝由2016年2月於溫哥華開始，而北岸工作室已為電影預約場地。2015年11月，環球影業宣布此電影與續集《格雷的五十道陰影：自由》將會預定於2016年初以主要拍攝及背靠背電影製作方式拍攝。拍攝在2016年2月9日至2016年7月12日在巴黎和溫哥華展開，以暫定名稱「馬克斯和班克斯進一步的冒險2和3」開始。主要拍攝於2016年4月11日結束。

## 發行
《格雷的五十道陰影：束縛》於2017年2月10日上映，由環球影業發行。

### 市場
2016年9月15日，環球影業發布第一輯官方預告片。該預告片在Facebook、YouTube及Instagram等各數碼平台上流傳首24小時內獲得前所未有的114,000,000回觀看次數，當中超過39,400,000觀看人次來自北美，而其餘的74,600,000觀看次數則來自超過32個國際市場，包括英國、墨西哥和法國，而電影的官方Facebook專頁上收到超過2,500,000瀏覽人次，這打破了之前在《星球大戰：原力覺醒》的記錄，它在2015年10月的相同時間內獲得112,000,000的觀看次數。這個記錄於2016年11月被迪士尼電影《美女與野獸》的第二輯官方預告片超越了，有127,600,000瀏覽人次。

### 評級
2016年11月10日，美國電影協會給予此電影R評級，原因是「強烈色情性內容，一些裸露的畫面及言語」。
在加拿大的所有省份，除了魁北克省外，此電影因其色情內容而被歸類為「18A」。在魁北克省，此電影因其「色情主義」而被歸類為「16+」。在英國，這部電影因為「強烈的性愛畫面」被授予「18證書」。在菲律賓，電影及電視檢討及分類委員會（MTRCB）因其強烈的性內容而把電影評為R-18評級，意味著只有18歲及以上的觀眾才可以觀看電影。

### 音樂
電影發行了兩個版本的原聲帶，其中一張由環球音樂發行的收錄了電影當中的19首流行歌手主唱的插曲，另一張則收錄了丹尼·葉夫曼為電影創作的原創歌曲。丹尼·葉夫曼的兩首主題曲也包括在流行歌手主唱的版本中發行。而電影的主題曲《I Don't Wanna Live Forever》，由美國創作歌手泰勒絲和英國歌手贊恩合唱，這首歌由泰勒絲、山姆·杜、傑克·安東諾夫共同創作，於2016年12月9日發行。隨後的一個月，原聲帶的第二首單曲《Not Afraid Anymore》，由海爾希主唱。
1. I Don't Wanna Live Forever (Fifty Shades Darker) （泰勒絲 和 贊恩合唱）
2. Not Afraid Anymore （海爾希）
3. Pray （JRY）
4. Lies In The Dark （托芙蘿）
5. No Running From Me（Toulouse）
6. One Woman Man （約翰·傳奇）
7. Code Blue （The-Dream）
8. Bom Bidi Bom （尼克·強納斯 和 妮琪·米娜合唱）
9. Helium （希雅）
10. Cruise （Kygo）
11. The Scientist （肯妮·貝兒）
12. They Can't Take That Away From Me （何塞·詹姆斯）
13. Birthday （JP Cooper）
14. I Need A Good One （復仇人）
15. Empty Pack Of Cigarettes （約瑟的天使）
16. What Would It Take （安德森·東）
17. What Is Love? （弗朗西絲）
18. On His Knees （丹尼·葉夫曼）
19. Making It Real （丹尼·葉夫曼）

## 票房

### 票房收入
在美國及加拿大，與《格雷的五十道陰影：束縛》同期上映的其他續集，《樂高蝙蝠俠電影》和《殺神John Wick 2》，預計首映週票房約介乎$3,000萬至$4,200萬美元之間，明顯低於2015年首輯電影在首映週成績的$8,510萬美元。電影從星期四晚上在3,120個電影院預覽，賺得$572萬美元，比兩年前的前作低$860萬美元，但仍然是最佳周四預覽R級電影的第六位。
在上映首個周五，《格雷的五十道陰影：束縛》賺得$2,150萬美元，比前作開畫日賺得的$3,000萬美元下跌了30%，但仍能成為票房榜首。翌日，電影於美國的首個週末票房總計$4,680萬美元，比前作於同一時間票房賺得的$8,510萬美元下跌了45%，居於當週票房排名第二，僅次於首位《樂高蝙蝠俠電影》的$5,560萬美元。
電影於情人節的總收入達到$1,100萬美元，落後於《愛·重來》於2012年賺得的$1,160萬美元，成為假期平日票房排名的第二位，它上映五天帶來$6,150萬元美元。它的第二個週末，電影賺得$2,200萬美元，再次僅次於首位的《樂高蝙蝠俠電影》。這標誌著它首周末的毛利下跌了55%，幾乎恰好是上集電影在其第二個週末的票房（2,230萬），標誌著它從上集下跌了73.9%。
除了北美洲外，這部電影同時在57個國家發行，預計在頭三天的毛利總額達到1億1千5百萬至1億5千5百萬美元之間。最終它在開畫周末累計賺到9,780萬美元，成為國際R級電影在開畫史上位列第四，其最賣座的地區包括德國（1,100萬美元）、英國（970萬美元）、法國（870萬美元）、巴西（750萬美元）、意大利（680萬美元）及俄羅斯（670萬美元）。
《格雷的五十道陰影：束縛》在北美的票房為1.14億美元，而在其他國家的票房為2.62億美元，全球票房共得3.76億美元。
| 上一届： 《星聲夢裡人》 | 2017年香港一週票房冠軍 第7週 | 下一届： 《恐襲波士頓馬拉松》 |

### 評價
跟上集相似，《格雷的五十道陰影：束縛》在劇本、敘事和道南對角色的演繹詮釋得到批評。在評論網站爛番茄中，根據148條評論，僅持有9%的批准率，平均得分3.4／10。該網站的共同評論寫道：「缺乏充足的化學熱或故事敘述去滿足條件，這齣電影蹒跚得想變成變態的，但只是作為自己的懲罰方式。」在Metacritic網站，該片以標準化等級分配，根據39個評論得分33/100，代表「普遍負評」。影院評分調查的觀眾投票，由A+至F的尺度上，電影獲得的平均等級為「B+」，比上集的「C+」有所進步。
《紐約時報》的馬諾拉·達爾吉斯對電影的內容表達了類似的含糊不清的觀點：
我仍欣賞達珂塔·強生女士在電影中的表現，即使證明是艱難與否的。故事再一次涉及到安娜塔希婭，與她的億萬富翁男朋友克里斯欽，那個有雕刻般的肌肉和昂貴的「玩物」，以及枯燥乏味的問題的人。一些事情和糾纏的發生：槍是開了，一個可能成為強姦犯的人被懲罰，以及安娜塔希婭的手腳被綁。大多數情況下，她重覆的前進和後退，低泣和呻吟聲，並且每當格雷試圖在臥室之外控制她時都會出現驚喜，證明那些類似是跟蹤者的行為通常導致限制令。

《紐約客》的理查德·布羅迪發現這齣電影是比三部曲中的第一部更糟糕，並發現轉換第一部電影導演的錯誤：
那些最偉大最老舊的荷李活的情景劇比那個《格雷的五十道陰影：束縛》有著更奢侈荒謬的劇情線特色，他們那極端的技巧成為了極端的想法和情緒的框架，即使在極度緘默的時代，關於在睡房裡發生的事也得公開。當前年齡對性的自由和親密的想像領域—在上集電影已有提示，而第二輯則完全忽略。此電影對人物的身份、衝突與慾望，跟漠視自身的電影質感是匹配的。電影的無動於衷是非人格性的荒謬。它的色情元素並非描繪性，而是描繪人、關係、情況，為他們所有的不尋常，承受著強烈的心理和社會共鳴。《格雷的五十道陰影：束縛》沒有甚麼錯，這是一位不錯的導演。
《格雷的五十道陰影：束縛》整體的評價極度兩極，但強生的演出則獲得稱讚。

## 書籍
| 出版日期 | 書名                          | 作者      | 譯者   | 出版社 | ISBN               |
| -------- | ----------------------------- | --------- | ------ | ------ | ------------------ |
| 2012年   | 《格雷的五十道陰影I：調教》   | EL·詹姆絲 | 朱立雅 | 春光   | ISBN 9789865922023 |
| 2012年   | 《格雷的五十道陰影II：束縛》  | EL·詹姆絲 | 朱立雅 | 春光   | ISBN 9789865922085 |
| 2013年   | 《格雷的五十道陰影III：自由》 | EL·詹姆絲 | 朱立雅 | 春光   | ISBN 9789865922160 |